# Изоизоляция
Изоизоляция (хештег #изоизоляция) — флешмоб, возникший и получивший значительную популярность весной 2020 года среди русских пользователей социальных сетей во время самоизоляции как одной из мер противодействия распространению коронавирусной инфекции. Популярным времяпрепровождением находящихся дома людей стало воспроизведение из подручных материалов композиций известных картин или скульптур (в меньшей степени — популярных персонажей или кадров из кинофильмов и т. п.) и выкладывание фотографий в интернет с хештегами флешмоба. Как отмечает «Нью-Йорк Таймс», аналогичные проекты были инициированы также Государственным музеем в Амстердаме и Центром Гетти в Лос-Анджелесе, но русская инициатива заметно превосходит их по популярности.

## История
Согласно материалам телеканала «Дождь», флешмоб запустили в середине марта 2020 изначально под хештегом tussenkunstenquarantaine в Instagram. Музей Гетти в своем твиттер-аккаунте поддержал флешмоб с хештегом artathome (буквально «искусство дома») . Вместе с тем сама идея существовала давно, так, в сети ВКонтакте существует группа «Сфоткай типа Рембрандт». Однако во время карантина идея обрела новую жизнь и более строгие правила.
В российском сегменте флешмоб на Facebook был запущен 28 (по другим данным, 30) марта и получил название и хештег #изоизоляция, инициаторами стали Екатерина Брудная-Челядинова с мужем. Меньше чем за неделю группа набрала 250 тысяч подписчиков, а на 12 апреля в группе состояло уже более 420 тысяч участников. В мире подобные проекты публикуются также под другими хэштегами, среди которых covidclassics и другие. Идею поддержал и Эрмитаж.
По правилам флешмоба фото должно быть сделано дома из подручных средств и именно в период карантина/самоизоляции. Можно привлекать людей и животных, с кем автор совместно самоизолируется, использовать предметы быта (одежду и обувь, продукты, игрушки, украшения и так далее). Так, на натюрмортах тушку зайца заменяют плюшевым зайцем, вместо ярких попугаев выступают упаковки бытовой химии соответствующего цвета, звездное небо Ван Гога выкладывают из риса и гречи и так далее.
20 апреля Константин Хабенский объявил о благотворительной акции #Изотворительность в помощь людям с заболеваниями головного и спинного мозга. В течение пяти дней с 20 по 24 апреля организаторы акции ежедневно выбирают самый популярный пост в группе «Изоизоляция» и фиксируют количество собранных им лайков. Сумму лайков пяти таких постов банк «Открытие» переведёт в рубли и затем направит на реализацию программ благотворительного фонда Константина Хабенского. В результате было набрано около 200 тыс. лайков, но банк принял решение увеличить эту сумму в рублях в пять раз: таким образом, акция принесла фонду Хабенского 1 млн рублей.
22 апреля в акции поучаствовал актёр Сергей Безруков, разместивший в группе и в своём твиттер-аккаунте воспроизведение картины Валентина Серова «Портрет графа Ф. Ф. Сумарокова-Эльстон, впоследствии князя Юсупова, с собакой».
30 апреля на ЛитРес вышла книга-альбом издательства АСТ #Изоизоляция, в которой были представлены шедевры мировой живописи и их изображения, публиковавшиеся в рамках флешмоба.
Государственный музей изобразительных искусств имени А. С. Пушкина поддержал проект акцией #НаединесПушкинским — с 12 по 16 мая пользователи присылали фотографии своих интерпретаций картин и скульптур из собрания музея, после чего жюри выбрало победителей. Фотографии обладателя главного приза будут размещены на фасаде главного здания музея.

## Популярные темы
К популярным картинам флешмоба в российском сегменте относятся «Влюблённые» и «Сын человеческий» Рене Магритта, «Банки с супом Кэмпбелл» Энди Уорхола, «Чёрный квадрат» Казимира Малевича, «Девушка с жемчужной сережкой» Яна Вермеера, «Дама с горностаем» Леонардо да Винчи, «Любительница абсента» и «Девочка на шаре» Пабло Пикассо, «Американская готика» Гранта Вуда и «Девочка с персиками» Валентина Серова. Также среди популярных художников Иероним Босх, Вася Ложкин, Фрида Кало, Ван Гог, Виктор Васнецов, Эдвард Мунк, Густав Климт.
Поскольку во время самоизоляции благодаря интернет-мемам особый статус получили гречка и туалетная бумага, их часто используют в юмористических трактовках картин. К другим чертам юмористического или иронического переосмысления картин можно отнести смену пола персонажа картины, замену живых существ игрушками, использование бытовых предметов в возвышенном контексте (пластиковое ведро вместо короны на картине) и пр.

## Оценки
По мнению автора обзора для Associated Press Даниэля Козина, из-за того, что во время локдауна россияне не могут посещать свои любимые музеи, они «заполняют пустоты в своих душах, воспроизводя произведения искусства во время сидения дома и выкладывая их в соцсети» (англ. they’re filling the holes in their souls by recreating artworks while stuck at home and posting them on social media). В репортаже Euronews о попытках воссоздать известные картины подручными средствами говорится, что они «не только занимают время и развивают творческие способности, но и дают терапевтический эффект». Так, основательница группы «Изоизоляция» в Фейсбуке Екатерина Брудная-Челядинова рассказала в интервью, что ей написал «мальчик из Италии», который рассказал, что «эта группа вытащила его из пучины трагедии, которая разыгрывается вокруг него». Аналогично Анастасия Углик («Harper’s Bazaar») рекомендовала участие во флешмобе в качестве одного из средств арт-терапии.
Комментируя некоторые работы участников группы для Русской службы BBC, российский искусствовед и куратор Третьяковской галереи Кирилл Светляков отметил: «несмотря на то, что среди выбранных произведений много весьма предсказуемых, общеизвестных вещей, также есть много индивидуального». В ряде случаев можно говорить о том, что перед нами «не имитация, а интерпретация», «форма сетевого искусства». В свою очередь, главный редактор журнала «The Art Newspaper Russia» Милена Орлова назвала флешмоб «повальным увлечением, благодаря которому тысячи людей, сами того не подозревая, встают в один ряд со звездами современного искусства». Она указала на то, что «особым успехом пользуется, выражаясь по-книжному, смена гендерных стереотипов» и что «чем дальше повтор от оригинала и неожиданнее интерпретация, тем лучше», отметив, что «именно на этой подмене строятся многие произведения профессиональных и весьма известных современных художников». В то же время художник Дмитрий Гутов выразил распространённое в сообществе современных художников скептическое отношение к проекту, заявив, что его единственное достоинство — в том, что «люди не нюхают клей по подъездам»; в подобных мнениях некоторые обозреватели видят проявление элитизма сегодняшнего художественного сообщества.
Пользователи, участвующие во флешмобе, неоднократно отмечали, что эта игра помогает им поддерживать психическое здоровье и спастись от депрессии во время вынужденной самоизоляции.